# Dansk Mejeriingeniør Forening
Dansk Mejeriingeniør Forening er en fagforening for mejeriingeniører, hvis formål er at varetage medlemmernes interesser samt at fremme mejeribruget generelt. Foreningen blev stiftet i 1932.
Dansk Mejeriingeniør Forening hører under hovedorganisationen Akademikerne.